# Llywarch ap Trahern
Llywarch ap Trahern (* vor 1081; † um 1129) war ein König des walisischen Königreichs Arwystli.

## Leben
Er war ein Sohn von Trahern ap Caradog, der König von Arwystli und Cedewain war und 1075 auch König von Gwynedd wurde. Llywarch war noch minderjährig, als sein Vater 1081 in der Schlacht von Mynydd Carn fiel. Nach Trahern ap Caradogs Tod wurde Arwystli zunächst von Gruffydd ap Cynan, einem der Sieger von Mynydd Carn, geplündert. Nach der Gefangennahme von Gruffydd ap Cynan durch die Normannen wurde Arwystli vermutlich von Shrewsbury aus von den Normannen unter Roger de Montgomerie erobert. Llywarch und seine Geschwister wuchsen bei Idnerth ap Cadwgan, einem Cousin ihres Vaters in Maelienydd auf. Er heiratete eine Tochter Idnerths und erhielt von diesem ein Gut in Cedewain.
Nach der erfolglosen Rebellion von Robert of Bellême, einem Sohn von Roger de Montgomerie, gegen den englischen König 1102 verlor dieser die Herrschaft über Shrewsbury. Vermutlich um diese Zeit gelang es Llywarch und seinem Bruder Owain, die Herrschaft über Arwystli zu erlangen. Seine beiden Brüder Meurig und Griffri wurden 1106 von Owain ap Cadwgan, dem Sohn des benachbarten Fürsten von Powys, getötet, als dieser versuchte, die Oberherrschaft über Arwystli zu erlangen. Ab 1109 war Llywarch in die brutalen Machtkämpfe verwickelt, die die Herrscherfamilie von Powys erschütterten. Er verbündete sich mit Madog ap Rhiryd und Ithel ap Rhyrid, die gegen ihren Cousin Owain ap Cadwgan rebellierten. 1111 unterstützte er Madog bei der Ermordung seiner beiden Onkel Iorwerth ap Bleddyn und Cadwgan ap Bleddyn. Aus Rache plünderte deren Bruder Maredudd ap Bleddyn 1113 Arwystli und nahm dort Madog ap Rhyrid gefangen. 1116 unterstützte Llywarch den englischen König Heinrich I. bei der Niederschlagung der Revolte von Gruffydd ap Rhys in Ystrad Tywi. 1124 war er mit Gwynedd verbündet und unterstützte die Eroberung von Meirionydd durch Cadwallon und Owain, zweier Söhne von Gruffydd ap Cynan. Als Vergeltung wurde Arwystli erneut von Maredudd ap Bleddyn, dem Fürsten von Powys, geplündert.

## Machtkampf innerhalb der Familie nach seinem Tod
Llywarch ap Trahern hinterließ mindestens vier Söhne und eine Tochter. Seine Tochter Gwladus war nach seinem Bündnis mit Gwynedd mit Owain Gwynedd, einem der Söhne von Gruffydd ap Cynan verheiratet. Vermutlich nach Llywarchs Tod ließ sein Sohn Maredudd 1129 seinen Cousin, einen Sohn des 1106 ermordeten Meurig töten sowie zwei weitere Cousins, zwei Söhne des ebenfalls 1106 ermordeten Griffri, blenden. Damit begann ein brutaler Machtkampf zwischen den Söhnen von Llywarch und den Söhnen von Meurig und Owain, dem mindestens neun männliche Mitglieder der Familie zum Opfer fielen. Schließlich setzte sich Hywel ap Ieuaf, ein Enkel von Llywarchs Bruder Owain durch und wurde König von Arwystli.